# Scott Baker (baseball, 1981)
Pour les articles homonymes, voir Scott Baker et Baker.
Timothy Scott Baker (né le 19 septembre 1981 à Shreveport, Louisiane, États-Unis), est un lanceur droitier de baseball évoluant en Ligue majeure entre 2005 et 2015.

## Carrière

### Twins du Minnesota
Après des études secondaires à la Captain Shreve High School de Shreveport (Louisiane), Scott Baker suit des études études universitaires à l'Université d'État de l'Oklahoma où il porte les couleurs des Oklahoma State Cowboys. Il accumule 22 victoires pour 10 défaites entre 2001 et 2003 avec les Cowboys pour 41 matches joués dont 39 comme lanceur partant.
Il est repêché le 3 juin 2003 par les Twins du Minnesota au deuxième tour de sélection. Il passe la saison 2004 en Ligues mineures avant d'effectuer ses débuts en Ligue majeure, le 7 mai 2005.
Baker joue pour les Twins de 2005 à 2011. Une opération au coude l'empêche de jouer la saison 2012 alors qu'il fait toujours partie du club du Minnesota. 

### Cubs de Chicago
Le 13 novembre 2012, il signe un contrat d'un an avec les Cubs de Chicago. Il n'effectue que 3 départs pour les Cubs en 2013 et maintient une moyenne de points mérités de 3,60 en 15 manches lancées.

### Rangers du Texas
Le 29 janvier 2014, Baker signe un contrat des ligues mineures avec les Mariners de Seattle. Il est retranché par le club et libéré de son contrat le 24 mars suivant, à quelques jours du début de la saison des Mariners. Le 28 mars, il rejoint les Rangers du Texas via un contrat des ligues mineures. Il effectue 8 départs et ajoute 17 présences en relève pour les Rangers en 2014 : sa moyenne de points mérités s'élève à 5,47 en 80 manches et deux tiers, avec 3 victoires et 4 défaites.

### Yankees de New York
Le 30 janvier 2015, Baker signe un contrat avec les Yankees de New York. Il est libéré le 29 mars suivant, dans les derniers jours du camp d'entraînement.

### Dodgers de Los Angeles
Il rejoint les Dodgers de Los Angeles le 9 avril 2015.

## Statistiques
| Saison | Équipe    | G   | GS  | CG | SHO | V  | D  | SV | IP    | SO  | ERA  |
| ------ | --------- | --- | --- | -- | --- | -- | -- | -- | ----- | --- | ---- |
| 2005   | Minnesota | 10  | 9   | 0  | 0   | 3  | 3  | 0  | 53.2  | 32  | 3,35 |
| 2006   | Minnesota | 16  | 16  | 0  | 0   | 5  | 8  | 0  | 83.1  | 62  | 6,37 |
| 2007   | Minnesota | 24  | 23  | 2  | 1   | 9  | 9  | 0  | 143.2 | 102 | 4,26 |
| 2008   | Minnesota | 28  | 28  | 0  | 0   | 11 | 4  | 0  | 172.1 | 141 | 3,45 |
| 2009   | Minnesota | 33  | 33  | 1  | 1   | 15 | 9  | 0  | 200.0 | 162 | 4,36 |
| 2010   | Minnesota | 29  | 29  | 0  | 0   | 12 | 9  | 0  | 170.1 | 148 | 4,49 |
| Totaux | Totaux    | 140 | 140 | 3  | 2   | 55 | 42 | 0  | 823.1 | 647 | 4,32 |

| Saison | Équipe    | G | GS | CG | SHO | V | D | SV | IP  | SO | ERA  |
| ------ | --------- | - | -- | -- | --- | - | - | -- | --- | -- | ---- |
| 2010   | Minnesota | 1 | 0  | 0  | 0   | 0 | 0 | 0  | 2.1 | 2  | 3,86 |
| Totaux | Totaux    | 1 | 0  | 0  | 0   | 0 | 0 | 0  | 2.1 | 2  | 3,86 |

Note : G = Matches joués ; GS = Matches comme lanceur partant ; CG = Matches complets ; SHO = Blanchissages ; 
V = Victoires ; D = Défaites ; SV = Sauvetages ; IP = Manches lancées ; SO = Retraits sur des prises ; ERA = Moyenne de points mérités.